# Casse-Noisette et le Roi des souris
 (septembre 2016).
Si vous disposez d'ouvrages ou d'articles de référence ou si vous connaissez des sites web de qualité traitant du thème abordé ici, merci de compléter l'article en donnant les références utiles à sa vérifiabilité et en les liant à la section « Notes et références ».
Pour les articles homonymes, voir Casse-noisette (homonymie).
Casse-Noisette et le Roi des souris (ou Le Casse-noisette ou Histoire d’un casse-noisette ou encore La Noix de Kratakuk ; en allemand : Nussknacker und Mausekönig) est un conte écrit par Ernst Theodor Amadeus Hoffmann et publié à Berlin en 1816. L'œuvre est reprise dans le recueil des Frères de Saint-Sérapion en 1819.
Le conte est traduit en français par Émile de La Bédollière en 1838 ; cependant, une adaptation peu fidèle à l’original, faite par Alexandre Dumas en 1844, est restée longtemps la plus connue. C’est cette dernière que Piotr Ilitch Tchaïkovski a utilisée pour son ballet Casse-Noisette en 1892.

## Résumé adapté de la version de A. Dumas
Monsieur et Madame Silverhaus ont un fils Fritz et une fille plus jeune, Marie. Leur parrain est Drosselmayer, horloger et maître en automates. Chaque Noël, il offre à la famille des automates si beaux que les parents les rangent dans une armoire inaccessible aux enfants. Cette année là, on offre à Marie le casse-noisette, qui devient son jouet favori et s'anime pendant la nuit. Une nuit, une guerre se déroule sous les yeux de la fille, opposant tous les jouets et pantins devenus l’armée du prince Casse-Noisette aux rats et souris menés par le Roi des Souris. Après avoir vaincu ce roi diabolique, Casse-Noisette emmène la fillette sur son bateau magique dans un royaume féérique peuplé de poupées et ils se marient.
Le parrain Drosselmayer est au courant de cette aventure, relatée par Marie, au fil des étapes. On ne sait pas s'il en est le magicien instigateur ou le simple auditeur amusé.

## Adaptations

### Au cinéma
- 1928 : La Petite Parade de Ladislas Starewitch, l'un des trois films des Contes de l'horloge magique.
- 1973 : The Nutcracker (Schelkunchik), film russe d'animation réalisé par Boris Stepantsev
- 1979 : Nutcracker Fantasy, film japonais d'animation réalisé par Takeo Nakamura
- 1986 : Nutcracker: The Motion Picture (en), film américain réalisé par Carroll Ballard
- 1990 : Le Prince Casse-noisette, film canadien d'animation réalisé par Paul Schilbi
- 2001 : Barbie dans Casse-noisette (Barbie in the Nutcracker), film américain d'animation réalisé par Owen Hurley
- 2010 : The Nutcracker in 3D, film fantastique en 3D britanno-hongrois réalisé par Andreï Kontchalovski
- 2018 : Casse-Noisette et les Quatre Royaumes (The Nutcracker and the Four Realms), film américain réalisé par Lasse Hallström et Joe Johnston

### À la télévision
- 2015 : Nussknacker und Mausekönig, téléfilm allemand réalisé par Frank Stoye